# 313P/Gibbs
313P/Gibbs, komet Jupiterove obitelji. Predotkriven je na snimkama teleskopa na Mount Lemmonu